# Steinskar-Nunatak Süd
Der Steinskar-Nunatak Süd ist ein Nunatak im Gebirge Holtedahlfjella im ostantarktischen Königin-Maud-Land.
Er ist einer von zwei Nunatakkern am oberen (südöstlichen) Ende der eisgefüllten Scharte Steinskaret, die dort 100–150 Meter aus dem Eis ragen. Das Steinskaret trennt hier die Vinten-Johansenegga im Norden von den Sætherrindane im Südwesten; nördlich liegt der Steinskar-Nunatak Nord.
Die österreichischen Bergsteiger Christoph Höbenreich, Karl Pichler und Paul Koller bestiegen die beiden Nunatakker am 20. November 2009 im Rahmen ihrer privat organisierten „1st Austrian Queen Maud Land Expedition 2009“.
Höbenreich schlug den Namen am 26. Februar 2010 dem Ständigen Ausschuss für geographische Namen (StAGN) der deutschsprachigen Staaten vor; dieser billigte den Vorschlag am 28. April 2010, worauf er am 1. Juni 2012 vom deutschen Landesausschuss für das Scientific Committee on Antarctic Research (SCAR) und für das International Arctic Science Committee (ISAC) genehmigt und ans SCAR gemeldet wurde (Österreich ist erst seit 2016 assoziiertes Mitglied des SCAR).